# Cacopsylla consobrina
Cacopsylla consobrina är en insektsart som först beskrevs av Loginova 1978.  Cacopsylla consobrina ingår i släktet Cacopsylla och familjen rundbladloppor. Inga underarter finns listade i Catalogue of Life.